# Buccino
Buccino es una localidad y comune italiana de la provincia de Salerno, región de Campania, con 5.475 habitantes.

## Historia
La referencia más antigua de la existencia de la antigua Volcei es del siglo VI a. C., cuando se levantó la muralla de la ciudad. Con la llegada de los romanos, se construyó en la etapa republicana, un puente sobre el río Blanco en la ruta de Regio a Capua; y en época imperial un templo dedicado al culto a César, aún visible en la Vía del Espíritu Santo. Tito Livio recuerda que en el 209 a. C. los Volcenses se rindieron al cónsul Quinto Fulvio Flacco durante la seconda guerra punica (219-202 a. C.). Un siglo después, precisamente en el 90 a. C., durante la "guerra social", la población fue designada como municipio gracias a la concesión de la ciudadanía romana a todos los pueblos de la península itálica.

## Evolución demográfica
| Gráfica de evolución demográfica de Buccino entre 1861 y 2001 |
|                                                               |
| Fuente ISTAT - elaboración gráfica de Wikipedia               |